# Радуха
Радуха (словен. Raduha) — поселення в общині Луче, Савинський регіон, Словенія. Висота над рівнем моря: 829,3 м. 